# Аура (лагуна)
Аура (мальт. Qawra) — лагуна мальтийского острова Гоцо в муниципалитете Сан-Лауренц, соединённая со Средиземным морем через пещеру в скале.
Вероятно, лагуна сформировалась из образовавшейся в геологическом разломе в известняке морской пещеры, свод которой обрушился.
С внутренней стороны лагуны находится пологий каменистый пляж с плотной малоэтажной застройкой. Лодки часто причаливают к каменистому берегу. Неглубокое дно лагуны по большей части состоит из гальки и камней. Если плыть через туннель навстречу открытому морю, свод снижается серией выступов на глубину до 35 метров снаружи. Жак Ив Кусто говорил, что в Ауре он совершил одно из десяти лучших подводных погружений.
В спокойные дни рыбацкие лодки, называемые по-мальтийски луццу, могут проплыть сквозь туннель. Проход в скале используется для совершения туристических прогулок вдоль побережья острова, где из достопримечательностей присутствует Грибная скала, и, до 2017 года, арка Лазурное окно.